# هيرونوري إيشيكاوا
هيرونوري إيشيكاوا (باليابانية: 石川 大徳) (6 يناير 1988 في إيدوغاوا في اليابان – )؛ هو لاعب كرة قدم ياباني سابق كان يلعب كمدافع.

## وصلات خارجية
- هيرونوري إيشيكاوا على موقع الاتحاد الدولي (مؤرشف)  (الإنجليزية)
- هيرونوري إيشيكاوا على موقع رابطة كرة القدم اليابانية للمحترفين (اليابانية)
- هيرونوري إيشيكاوا على موقع قاعدة بيانات كرة القدم.إي يو (الإنجليزية)
- هيرونوري إيشيكاوا على موقع Soccerway.com (الإنجليزية)
- هيرونوري إيشيكاوا على موقع عالم كرة القدم.نت (الإنجليزية)
- هيرونوري إيشيكاوا على موقع كووورة